# Кубок мира по вольной борьбе 1958
Кубок мира по вольной борьбе 1958 года прошёл с 20 по 22 июня в Софии (НРБ) на стадионе имени Василя Левского. В нём приняли участие 76 борцов из 14 стран. Это был второй розыгрыш Кубка мира, организованный ФИЛА. Как и во время первого розыгрыша в каждой весовой категории проводился отдельный личный турнир, а команда-победитель определялась по сумме зачётных очков, которые ей приносил каждый из её участников. Обладателем Кубка мира стала сборная СССР, которая набрала 38 очков. Наиболее успешно в её составе выступили Георгий Саядов, Норайр Мушегян, Владимир Синявский и Анатолий Албул, выигравшие соревнования в своих весовых категориях. Второе место с 35 очками заняла команда Турции, а третий результат (30 очков) был у команды Болгарии. Соревнования посетил Президент ФИЛА Рожер Кулон, который охарактеризовал их как «образец спортивных соревнований».

## Страны-участницы
В чемпионате принимали участие команды следующих государств: Австрия, ГДР, ФРГ, Иран, Италия, ПНР, СРР, СССР, Турция, ВНР, Франция, Швейцария, Япония и НРБ.

## Общий зачёт
| #  | Страна     |    |
| -- | ---------- | -- |
| 1  | СССР       | 38 |
| 2  | Турция     | 35 |
| 3  | НРБ        | 30 |
| 4  | Иран       |    |
| 5  | Италия     |    |
| 6  | ГДР        |    |
| 7  | ВНР        |    |
| 8  | ПНР        |    |
| 9  | Япония     |    |
| 10 | СР Румыния |    |
| 11 | ФРГ        |    |

## Медалисты в индивидуальном зачёте
| Категория                   | 1 место                 | 2 место                   | 3 место                   |
| --------------------------- | ----------------------- | ------------------------- | ------------------------- |
| До 52 кг (наилегчайший вес) | Георгий Саядов СССР     | Мохаммад Ходжастепур Иран | Неждет Залев НРБ          |
| До 57 кг (легчайший вес)    | Хюсейин Акбаш Турция    | Енё Вылчев НРБ            | Михаил Шахов СССР         |
| До 62 кг (полулёгкий вес)   | Норайр Мушегян СССР     | Мустафа Дагыстанлы Турция | Станчо Колев НРБ          |
| До 67 кг (лёгкий вес)       | Владимир Синявский СССР | Муса Алиев НРБ            | Дьюла Тот ВНР             |
| До 73 кг (полусредний вес)  | Исмаил Оган Турция      | Джаханбахт Тофиг Иран     | Гарибальдо Ниццола Италия |
| До 79 кг (средний вес)      | Хасан Гюнгёр Турция     | Георгий Схиртладзе СССР   | Лотар Липпа ГДР           |
| До 87 кг (полутяжёлый вес)  | Анатолий Албул СССР     | Голамреза Тахти Иран      | Ибрагим Карабачак Турция  |
| Свыше 87 кг (тяжёлый вес)   | Лютви Ахмедов НРБ       | Оттар Канделаки СССР      | Хамит Каплан Турция       |